# Antoine de Saint-Exupéry
Antoine de Saint-Exupéry (født 29. juni 1900 i Lyon, antaget død 31. juli 1944) var en fransk forfatter, pilot og journalist.
Hans første to bøger, Postflyveren (1929, dansk udgave 1941) og Flyvere i natten (1931, dansk udgave 1941), var præget af en poetisk fascination af flyvning. Senere værker, Blæsten, sandet og stjernerne (1939, dansk udgave 1940) og Krigsflyver (1942, dansk udgave 1943), viste hans humanistiske filosofi.
Saint-Exupérys populære børnebog Den lille Prins (1943, dansk udgave 1950) læses også af voksne.

## Ægtefælle
Saint-Exupéry var fra 1931 til sin død gift med Consuelo de Saint-Exupéry (født Consuelo Suncín de Sandoval), som menes at være inspirationskilden til en af hovedfigurerne i Den lille Prins, nemlig den forfængelige og skrøbelige rose.

## Død
Hans fly forsvandt over Middelhavet under en mission i 2. Verdenskrig den 31. juli 1944. Årsagen var længe ukendt, men i år 2000 blev vragrester fra hans P-38 Lightning fundet af dykkere ud for Marseille. Vragresterne er nu udstillet på Musée de l'Air et de l'Espace i Paris-forstaden Le Bourget.
Dykkeren Luc Vanrell og journalisten Jacques Pradel fremlægger i bogen Saint-Exupéry, l'ultime secret indicier for, at Luftwaffe-piloten Horst Rippert (bror til Ivan Rebroff) skød Saint-Exupéry ned.